# Enveloppe de Snell
Pour les articles homonymes, voir Snell.
L'enveloppe de Snell, utilisée en calcul stochastique et en mathématiques financières, est la plus petite sur-martingale majorant un processus stochastique. Le nom de l'enveloppe de Snell provient du mathématicien James Laurie Snell (en).

## Définition
Étant donné un espace probabilisé filtré {\displaystyle (\Omega ,{\mathcal {F}},({\mathcal {F}}_{t})_{t\in [0,T]},\mathbb {P} )} et une mesure de probabilité absolument continue {\displaystyle \mathbb {Q} \ll \mathbb {P} } alors un processus adapté {\displaystyle U=(U_{t})_{t\in [0,T]}} est l'enveloppe de Snell (sous la mesure {\displaystyle \mathbb {Q} }) du processus {\displaystyle X=(X_{t})_{t\in [0,T]}} si 
1. {\displaystyle U} est une {\displaystyle \mathbb {Q} }-sur-martingale
2. {\displaystyle U} majore {\displaystyle X}, c.-à-d. {\displaystyle U_{t}\geq X_{t}} {\displaystyle \mathbb {Q} }-presque sûrement pour tout {\displaystyle t\in [0,T]}
3. Si {\displaystyle V=(V_{t})_{t\in [0,T]}} est une {\displaystyle \mathbb {Q} }-sur-martingale qui majore {\displaystyle X}, alors {\displaystyle V} majore {\displaystyle U}[1].

## Construction en temps discret
Étant donné {\displaystyle (\Omega ,{\mathcal {F}},({\mathcal {F}}_{n})_{n=0}^{N},\mathbb {P} )} et {\displaystyle \mathbb {Q} } comme ci-dessus, l'enveloppe de Snell {\displaystyle (U_{n})_{n=0}^{N}} (sous la mesure {\displaystyle \mathbb {Q} }) du processus {\displaystyle (X_{n})_{n=0}^{N}} est donnée par l'algorithme descendant récursif 
{\displaystyle U_{N}:=X_{N},}
{\displaystyle U_{n}:=X_{n}\lor \mathbb {E} ^{\mathbb {Q} }[U_{n+1}\mid {\mathcal {F}}_{n}]} pour {\displaystyle n=N-1,\dots ,0}
où {\displaystyle \lor } est le max.